# Marcinki (wieś)
Marcinki – wieś w Polsce, położona w województwie wielkopolskim, w powiecie ostrzeszowskim, w gminie Kobyla Góra. W pobliżu znajdują się najwyższe wzniesienia Wzgórz Ostrzeszowskich.
W latach 1975–1998 miejscowość administracyjnie należała do województwa kaliskiego.
We wsi w nocy 15 stycznia 1919 został zamordowany ks. Wincenty Ruda – proboszcz, uczestnik Naczelnej Rady Ludowej w Poznaniu i orędownik przyłączenia Śląska do Polski. Zbrodni dokonali żołnierze niemieckiego Grenzschutzu. 
Na terenie Marcinek stoi zabytkowy drewniany kościół pod wezwaniem Trójcy Świętej, konstrukcji wieńcowej z lat 1801-1803 z wieżą krytą gontem. Ołtarz główny pochodzi z I poł. XVII wieku, a polichromia z roku 1830. W pobliżu wsi naturalny drzewostan z udziałem świerka, buka, grabu, sosny oraz jodły.

## Miejscowości o nazwie Marcinki w gminie Kobyla Góra
W gminie Kobyla Góra istnieją trzy miejscowości podstawowe o nazwie Marcinki, w tym 1 wieś i 2 osady leśne. Niniejszy artykuł dotyczy wsi Marcinki, która posiada identyfikator SIMC 0200176. Pierwsza osada leśna Marcinki posiada identyfikator SIMC 0200182. Druga osada leśna Marcinki posiada identyfikator SIMC 0200199.